# Nông Ngọc Toản
Nông Ngọc Toản (sinh ngày 6 tháng 3 năm 1940) là một sĩ quan cao cấp của Quân đội nhân dân Việt Nam, hàm Thiếu tướng, nguyên Phó Tư lệnh Quân khu 1. Ông cũng là đại biểu Quốc hội Việt Nam khóa X, thuộc đoàn đại biểu Bắc Kạn.

## Cuộc đời
Nông Ngọc Toản sinh ngày 6 tháng 3 năm 1940 tại xã Thị Ngân, huyện Thạch An, tỉnh Cao Bằng. Năm 18 tuổi, ông là Bí thư Đoàn xã kiêm Văn phòng Ủy ban Nhân dân xã Thị Ngân. Năm 1960, ông được cử đi học tại Trung cấp Thủy lợi Bắc Thái và sau đó về công tác tại Ty Thủy lợi Cao Bằng. Không lâu sau, ông viết đơn tự nguyện nhập ngũ và được phân công vào Trung đoàn 209 thuộc Sư đoàn 312. Năm 1966, ông được kết nạp vào Đảng Cộng sản Việt Nam, phong hàm Thiếu úy và trở thành Đại đội phó. Năm 1968, ông lên đường vào tham gia chiến đấu tại chiến trường Kon Tum. Sau khi được cử đi học Trường Quân chính Miền vào tháng 7 năm 1969, ông trở thành Tiểu đoàn phó Tiểu đoàn 8 thuộc Trung đoàn 209, Sư đoàn 7. Năm 1972, ông được bổ nhiệm làm Tham mưu Trưởng Trung đoàn 209 và tham gia chỉ huy trong trận đánh 152 ngày đêm thuộc Chiến dịch Nguyễn Huệ. Tháng 9 năm 1975, ông được đề bạt giữ chức Trung đoàn phó Trung đoàn 209.
Sau hai năm liên tục được đào tạo tại Học viện Lục quân và Học viện Quân sự cấp cao, năm 1979, ông được điều làm Sư đoàn phó Sư đoàn 332 thuộc Quân đoàn 26, Quân khu 1. Đến năm 1985, sau khi được cử đi học tại Liên Xô, ông trở thành Sư đoàn trưởng của Sư đoàn 332. Tháng 10 năm 1987, ông là Phó Tư lệnh kiêm Tham mưu trưởng Quân đoàn 14 thuộc Quân khu 1. Đến tháng 10 năm 1990, ông đảm nhiệm Chỉ huy trưởng Bộ Chỉ huy Quân sự tỉnh Bắc Thái. Năm 1995, một năm sau khi được phong hàm Thiếu tướng, ông được điều về Quân khu 1 giữ vị trí Phó Tư lệnh Quân khu. Cuối năm 2002, ông về hưu theo chế độ.

## Lịch sử thụ phong quân hàm
| Năm thụ phong | –                                                | 1994                                            |
| ------------- | ------------------------------------------------ | ----------------------------------------------- |
| Quân hàm      | Tập tin:Vietnam People's Army Senior Colonel.jpg | Tập tin:Vietnam People's Army Major General.jpg |
| Cấp bậc       | Đại tá                                           | Thiếu tướng                                     |